# مقاطعة غرين (فيرجينيا)
 مقاطعة غرين  (بالإنجليزية:  Greene County)‏ هي إحدى المقاطعات في ولاية فيرجينيا في الولايات المتحدة الأمريكية.